# Петру Майор

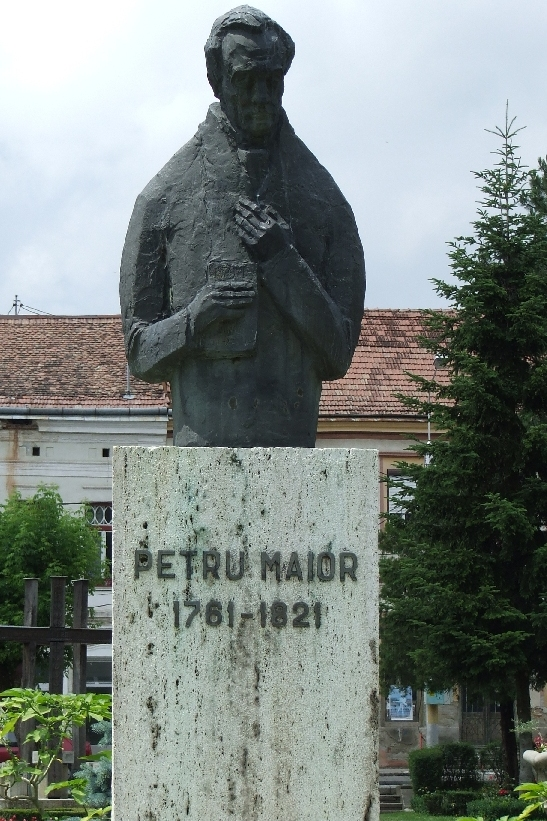
Пам'ятник Петру Майору в Регіні, (Румунія)

Петру Майор (рум. Petru Maior; 1761, Тиргу-Муреш, Трансильванія — 2 лютого 1821, Буда, Австрійська імперія) — румунський теолог, історик і лінгвіст, греко-католицький священик, один з головних діячів та ідеологів національного відродження румунів.
Активний учасник, так званої, Семиградській школи, політичного і культурно-мовного руху греко-католицької румунської інтелігенції на території австро-угорської Трансильванії.

## Біографія
Виріс у середовищі трансильвансько-румунської інтелігенції. У 1769-1774 навчався в Блажській греко-католицькій духовній семінарії. У 1774-1779 продовжив вивчати теологію в Папському Урбаніанському університеті при Конгрегації євангелізації народів в Римі, пізніше — право у Відні (1779-1780).
Після повернення на батьківщину читав курс лекцій з логіки та метафізики в Блажі, служив священиком у Регіні. У 1784-1809 — протоієрей. У 1809 році був цензором румуномовних видань і книг в Буді.
Сприяв розвитку народної освіти в Румунській Трансильванії, тоді в Королівстві Угорщина. У своїх численних пристрасних проповідях закликав румунів до збереження своєї національної ідентичності.
Був одним з критиків необмеженої влади Папи в Католицькій Церкві.

## Творчість
Автор кількох збірок проповідей. Одина з головних його праць «Рання історія румунів у Дакії» («Istoria pentru inceputul rom ânilor in Dacia», 1812), в якому описується походження румунської нації та румунської мови. У цій роботі представлений ряд філологічних та історичних аргументів, спрямованих на захист теорії про римське походження румунів. Майор відстоював спірну версію про те, що румунська нація виходить безпосередньо від стародавніх римських колоністів Дакії. Його робота була свого роду відповіддю на теорію, розроблену угорськими і німецькими істориками, в якій говорилося, що румуни (волохи) є етнічною групою, яка прийшла з Балкан. Відповідно до цієї теорії Vlachs (волохи) оселилися на території древньої Дакії в період приблизно з IX по XIV століття, тобто пізніше, ніж слов'яни й угорці.

## Вибрані праці

### Історичні і філософські роботи
- Istoria pentru începutul românilor în Dachia (Буда: 1812). В том входять 2 різні роботи:
  - Disertaţie pentru începutul limbei româneşti
  - Disertaţie pentru literatura cea vechie a românilor;
- Răspunsul la cârtirea carea s-au dat asupra persoanei lui Petru Maior, autorul Istoriei celei pentru începutul românilor în Dachia (Буда: 1814);
- Animadversiones in Recesionem Historiae De origine Valachorum în Dacia (Пешт: 1815);
- Ortographia româna şi latino-valachica una cum clavi qua penetralia originationis vocum reserantur (Буда: 1819) с дополнением : Dialog pentru începutul limbii române întră nepot şi unchiu, Буда, 1819 ;
- Petru Maior, Scrieri (cuprinde: Procanonul, Propovedanii, Didahii, Istoria pentru începutul românilor în Dachia, Istoria Bisericii românilor, Disputaţii, Ortografia română, Dialog);
- Petru Maior, Scrisori şi documente inedite, (Бухарест: 1968;);

### Богословські роботи
- Procanon ce cuprinde în sine cele ce sânt de lipsă spre înţelesul cel deplin şi desăvârşit al canoanelor şi a toată tocmeala bisericeţască spre folosul mai de seamă a românilor (1783 (Бухарест: 1894);
- Protopapadichia, adecă puterea, drepturile sau privileghioanele protopopilor celor româneşti din Ardeal (1795);
- Propovedanii la îngropăciunea oamenilor morţi (Буда: 1809);
- Didahii, adecă învăţături pentru creşterea fiilor, la îngropăciunea pruncilor morţi (Буда: 1809);
- Prediche sau învăţături la toate duminicile şi sărbătorile anului, 3 тома (Буда: 1810—1811);
- Istoria Bisericii românilor atât a cestor dincoace, precum şi a celor dincolo de Dunăre (Буда: 1813);
- «Ortografia româna sive latinovalachica».

Склав румунську граматику на латинській мові.